# Atentado de Kabul de mayo de 2021
El atentado de Kabul de mayo de 2021 se produjo el 8 de mayo de 2021, cuando estalló un coche bomba, seguido de dos explosiones más de artefactos explosivos improvisados (IED) frente a la escuela Sayed al-Shuhada en Dashte Barchi, una zona predominantemente chiita hazara en el oeste de la capital afgana, dejando al menos 85 muertos y 147 heridos. La mayoría de las víctimas fueron niñas de entre 11 y 15 años. El ataque tuvo lugar en un barrio que ha sido atacado con frecuencia por militantes pertenecientes al Estado Islámico del Gran Jorasán (ISK) durante años.
Tras el ataque, los residentes de Dashte Barchi expresaron su enojo por la falta de seguridad en el área. Los residentes dijeron que el gobierno «no ha hecho lo suficiente» para asegurar a Dashte Barchi, a pesar de saber que ha sido atacado repetidamente por militantes pertenecientes al ISK. Muchos de los residentes responsabilizaron al presidente afgano Ashraf Ghani del ataque y lanzaron cánticos en voz alta contra el gobierno y las fuerzas de seguridad afganas.

## Trasfondo
El área de Dashte Barchi está poblada por miembros de la minoría étnica hazara de Afganistán. En 2018, 34 personas murieron en un atentado con bomba en una escuela y alrededor de 24 personas murieron en un ataque a un club de lucha libre en la zona. En 2020, 24 personas murieron en un ataque al hospital de maternidad y alrededor de 30 murieron cuando el centro de tutoría Kawsar-e-Danish fue atacado en la misma zona. Los afiliados del Estado Islámico (EI) se atribuyeron la responsabilidad de la mayoría de los ataques. Los hazara practican el islam chiita y el Estado Islámico los considera herejes. Los talibanes también apuntan a los hazaras por la persecución violenta, y también se han opuesto a la educación de las niñas, en particular de las adolescentes.
En general, Afganistán también había visto un gran aumento en los combates entre las fuerzas de seguridad afganas y los insurgentes talibanes, ya que ambas partes trabajan para ganar territorio en áreas estratégicas vistas con la retirada de las tropas de Estados Unidos y la OTAN.

## Ataque

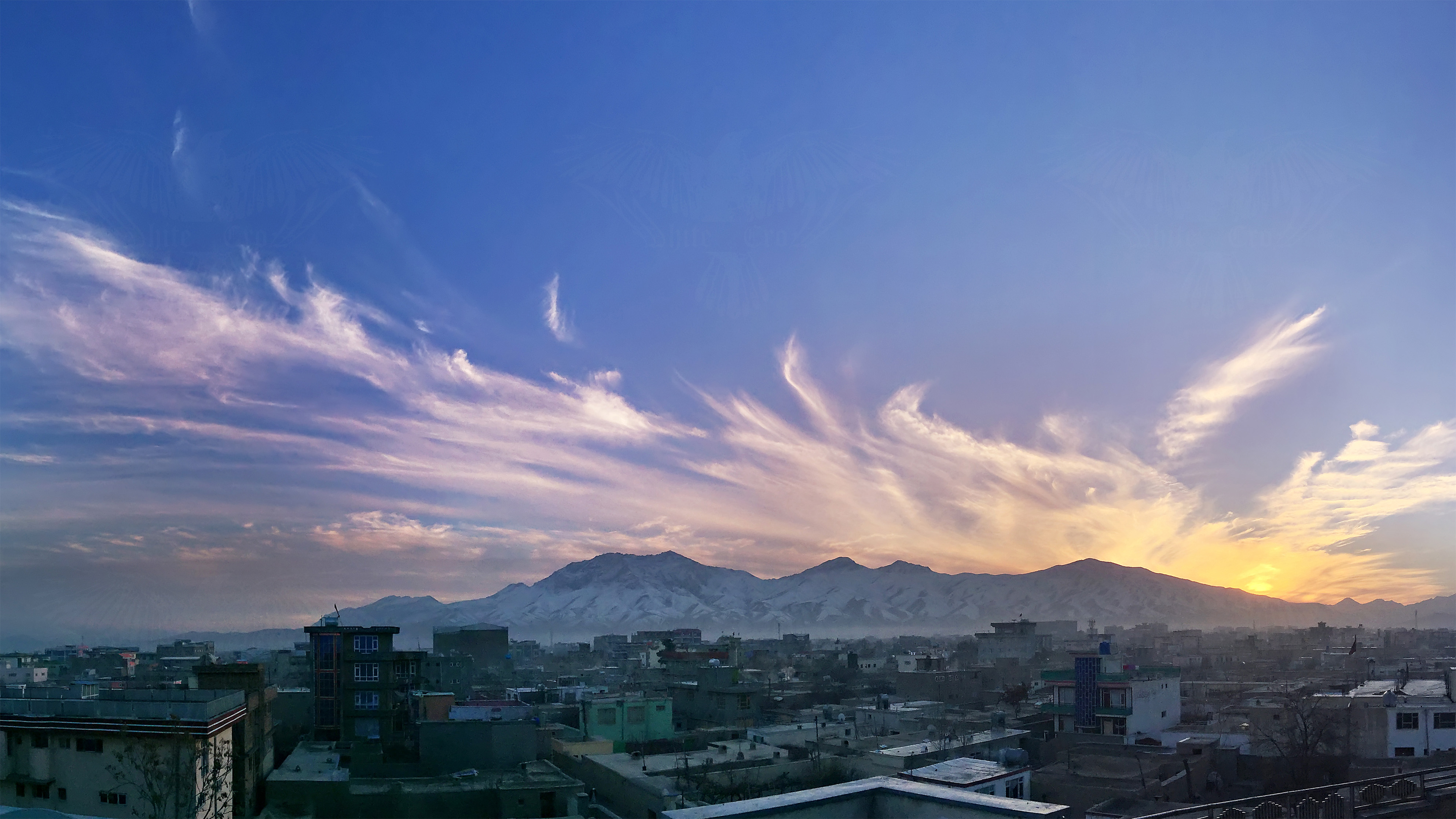
El barrio Dashte Barchi en Kabul.

Un coche bomba explotó frente a la entrada de la escuela Sayed al-Shuhada. La escuela enseña a niños y niñas en tres turnos, el segundo es para mujeres.
Un maestro de escuela describió que "primero ocurrió la explosión de un coche bomba y luego se produjeron dos explosiones más cerca de la escuela de niñas en Kabul". Un portavoz del Ministerio del Interior respaldó la declaración afirmando que la explosión inicial fue un coche bomba seguido de dos artefactos explosivos improvisados.
Una de las alumnas lesionadas contó que salía de la escuela cuando ocurrió la explosión, y unos diez minutos después hubo otra explosión seguida de otra minutos más tarde. Continuó diciendo que todos estaban desorientados y gritando, con sangre, escombros y pertenencias personales esparcidas por el patio.

## Damnificados
Inmediatamente después del bombardeo, 58 personas murieron y más de 160 resultaron heridas. Un día después del ataque, el número de muertos ascendió a 85. La mayoría de las víctimas eran niñas en edad escolar menores de 18 años. Un coordinador del programa hospitalario del hospital donde se transportaba a la mayoría de los heridos afirmó que los pacientes tenían entre 12 y 20 años en su mayoría.

## Día Nacional de Luto

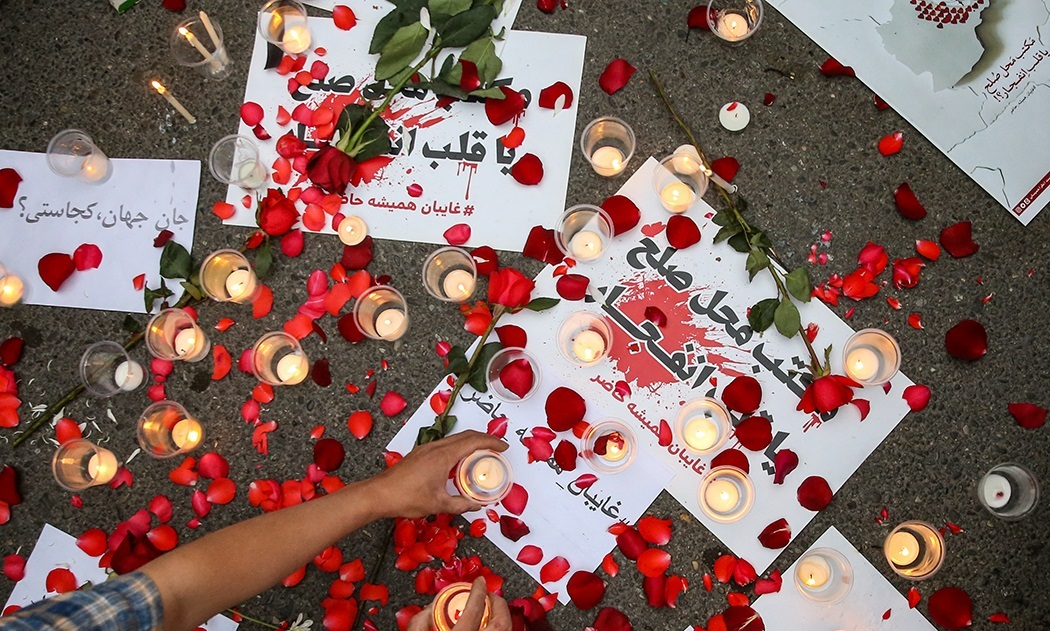
Viglia por las víctimas del atentado el 9 de mayo.

El domingo, el presidente de Afganistán, Ashraf Ghani, condenó el ataque terrorista contra la escuela secundaria Sayed al-Shuhada en Dashte Barchi, al oeste de Kabul, y llamó al martes 11 de mayo de 2021 como día nacional de luto a raíz dea tragedia terrorista.

## Secuelas
El presidente de Afganistán, Ashraf Ghani, condenó el ataque terrorista y calificó el 11 de mayo como un día nacional de duelo a raíz del incidente. Ghani culpó al Talibán por el ataque, pero el portavoz de los talibanes, Zabiullah Mujahid, negó su participación en el ataque, en un mensaje difundido a los medios de comunicación. El portavoz de los talibanes también condenó el ataque y responsabilizó al Estado Islámico de Irak y el Levante (EIIL). Además, también acusó a la agencia de inteligencia de Afganistán de ser cómplice del EI.
Muchos familiares de las víctimas condenaron la inacción percibida por parte del gobierno para proteger a la población. Un pariente de una de las víctimas dijo; "El gobierno reacciona después del incidente, no hace nada antes del incidente". Los residentes de Dashte Barchi informaron que los funcionarios tardaron al menos una hora en llegar al lugar. La demora en la llegada de la policía, los servicios de inteligencia y las ambulancias al lugar enfureció a la multitud que luego comenzó a atacar la ambulancia y los vehículos policiales. Muchos de los residentes responsabilizaron a Ghani del ataque y lanzaron cánticos en voz alta contra el gobierno y las fuerzas de seguridad afganos.